# مآبی (کالیفرنیا)
مآبی (به انگلیسی: Mabie) یک منطقهٔ مسکونی در ایالات متحده آمریکا است که در شهرستان پلوماس، کالیفرنیا واقع شده‌است. مآبی ۹٫۴۲۵ کیلومتر مربع مساحت و ۱۶۱ نفر جمعیت دارد و ۱٬۴۸۸٫۰۵ متر بالاتر از سطح دریا واقع شده‌است.